# Renato Augusto
Renato Soares de Oliveira Augusto (Río de Janeiro, 8 de febrero de 1988), conocido simplemente como Renato Augusto, es un futbolista brasileño que juega como centrocampista en el Fluminense F. C. del Campeonato Brasileño de Serie A. 

## Selección nacional
Fue internacional con la selección de Brasil en 33 ocasiones y anotó 6 goles.

### Participaciones en Copas del Mundo
| Mundial                     | Sede   | Resultado        |
| --------------------------- | ------ | ---------------- |
| Copa Mundial Sub-20 de 2007 | Canadá | Octavos de final |
| Copa Mundial de Fútbol 2018 | Rusia  | Cuartos de final |

## Clubes
| Club                | País     | Año       |
| ------------------- | -------- | --------- |
| C. R. Flamengo      | Brasil   | 2005-2008 |
| Bayer 04 Leverkusen | Alemania | 2008-2012 |
| S. C. Corinthians   | Brasil   | 2013-2016 |
| Beijing Guoan       | China    | 2016-2021 |
| S. C. Corinthians   | Brasil   | 2021-2023 |
| Fluminense F. C.    | Brasil   | 2024-     |

## Palmarés

### Campeonatos regionales
| Título              | Club              | Sede           | Año  |
| ------------------- | ----------------- | -------------- | ---- |
| Taça Guanabara      | C. R. Flamengo    | Río de Janeiro | 2007 |
| Campeonato Carioca  | C. R. Flamengo    | Río de Janeiro | 2007 |
| Taça Guanabara      | C. R. Flamengo    | Río de Janeiro | 2008 |
| Campeonato Carioca  | C. R. Flamengo    | Río de Janeiro | 2008 |
| Campeonato Paulista | S. C. Corinthians | São Paulo      | 2013 |

### Campeonatos nacionales
| Título         | Club              | País   | Año  |
| -------------- | ----------------- | ------ | ---- |
| Copa de Brasil | C. R. Flamengo    | Brasil | 2006 |
| Brasileirão    | S. C. Corinthians | Brasil | 2015 |

### Campeonatos internacionales
| Título                         | Club              | Sede           | Año  |
| ------------------------------ | ----------------- | -------------- | ---- |
| Recopa Sudamericana            | S. C. Corinthians | São Paulo      | 2013 |
| Recopa Sudamericana            | Fluminense F. C.  | Río de Janeiro | 2024 |
| Título                         | Selección         | Sede           | Año  |
| Campeonato Sudamericano Sub-17 | Brasil sub-17     | Venezuela      | 2005 |
| Juegos Olímpicos               | Brasil sub-23     | Río de Janeiro | 2016 |